# Maik Bullmann
Maik Bullmann, född den 25 april 1967 i Frankfurt an der Oder, Tyskland, är en tysk brottare som tog OS-guld i lätt tungviktsbrottning i den grekisk-romerska klassen 1992 i Barcelona och OS-brons i samma viktklass 1996 i Atlanta.